# Friedrich Wilhelm Mengelberg

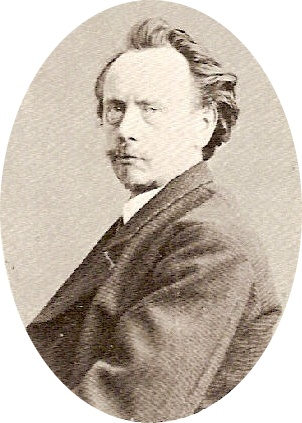
Friedrich Wilhelm Mengelberg, circa 1900

Friedrich Wilhelm Mengelberg (* 18. Oktober 1837 in Köln; † 6. Februar 1919 in Utrecht) war ein deutsch-niederländischer Bildhauer.

## Leben
Mengelberg war Sohn des Kölner Drechslers Johann Edmund Egidius Mengelberg. Wie sein Großvater Egidius Mengelberg und sein Onkel Otto Mengelberg wandte er sich früh der Bildenden Kunst zu. Bereits achtzehnjährig konvertierte der wie sein Vater protestantisch Getaufte zum Katholizismus, dem Bekenntnis seines Großvaters. Er studierte an der „Mengelbergschen Zeichenschule“ seines Großvaters und bei dem Kölner Bildhauer Christoph Stephann (1797–1864). War die Ausbildung an der Zeichenschule des Großvaters zunächst noch am Klassizismus orientiert, übernahm 1849 mit dem neuen Leiter Friedrich von Schmidt ein Wegbereiter des Historismus, namentlich der Neugotik die Schule und öffnete sie für das Studium der mittelalterlichen Kunst.
Nach Abschluss der Zeichenschule gründete Mengelberg eine Bildhauerwerkstatt in Köln. Dort lernte er auch den Kirchenkunst-Historiker und Aachener Kaplan Franz Bock (1823–1899) kennen, der sein Interesse für die Kunst der Gotik weiter beförderte. 1865 übergab er die Kölner Werkstatt seinem Bruder Otto (1841–1891) und begab sich nach Aachen. Wohl durch Bock vermittelt erhielt er 1868 den Auftrag zur Fertigung eines Bischofsstuhls für die Katharinen-Kathedrale in Utrecht, dessen Ausführung so gut aufgenommen wurde, dass Mengelberg durch die Auftraggeber aufgefordert wurde, sich in Utrecht niederzulassen, wohin er 1869 übersiedelte.

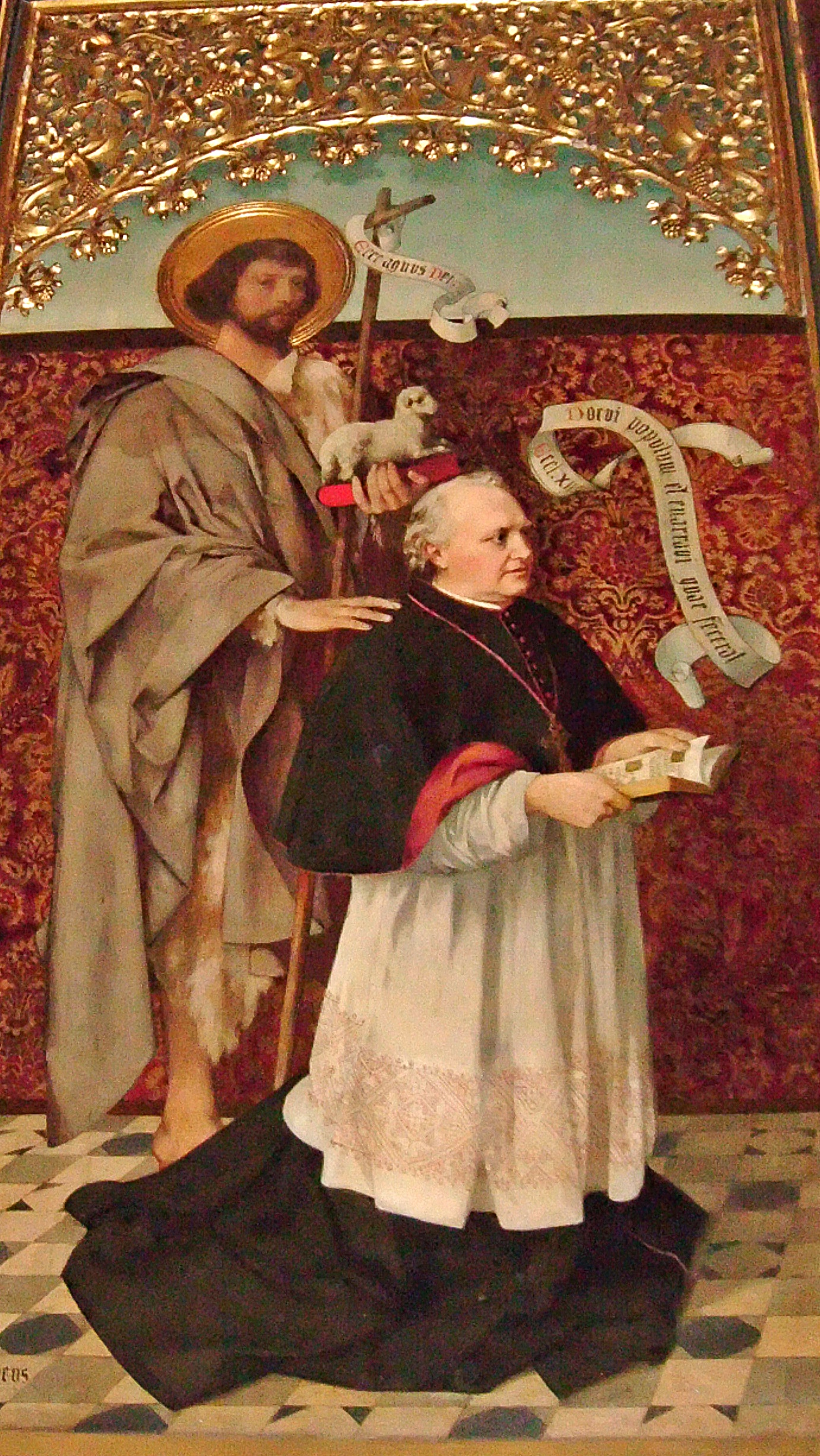
Vergoldetes Rankenwerk (oben) von Friedrich Wilhelm Mengelberg am Flügelbild des St.-Annen-Altars im Kaiserdom St. Bartholomäus: Bildnis des Johannes Janssen von Heinrich Nüttgens, 1898

Mengelberg trat in Utrecht der St. Bernulphusgilde bei, die als Gruppe katholischer Geistlicher um den Kaplan G. W. van Heukelum (1834–1910) die Wahrung der nationalen Tradition und Fachkunde in religiöser Kunst und Architektur zum Ziel hatte. Insbesondere die mittelalterlichen einheimischen Stile und der Gebrauch von einheimischen Materialien wie Backstein waren hier von Bedeutung. Durch die Gilde kam er auch mit dem Architekten Alfred Tepe zusammen, mit dem er vornehmlich zusammenarbeitete und der auch das Wohnhaus erbaute, in dem Mengelberg von 1872 bis zu seinem Tod wohnte. Sein Atelier in Utrecht prosperierte und hatte 1890 bereits 32 Angestellte. Zu seinen Mitarbeitern zählte der schon in Aachen für Mengelberg arbeitende Bildhauer Hubert Ludwig Jungblut (1852–1929), der zahlreiche Entwürfe für die Werkstatt beisteuerte. Zusammen mit Tepe prägte Mengelberg den neogotischen katholischen Kirchenbau der Niederlande im 19. Jahrhundert nachhaltig. Zu den Kirchbauten, an denen er mitwirkte, gehören unter anderem St. Michael in Schalkwijk, St. Katharina und St. Willibrord in Utrecht, St. Michael in Harlingen und St. Nikolaus in IJsselstein. Hochaltäre von Mengelberg befinden sich zum Beispiel in der Krijtberg-Kirche in Amsterdam, in St. Vitus in Hilversum, in der Liebfrauenkirche in Zwolle und in St. Pankratius in ’s-Heerenberg.
Seine Kontakte zum Rheinland hielt Mengelberg lebenslang aufrecht, so zum Beispiel zu dem Kunstwissenschaftler und Sammler Alexander Schnütgen. 1888 gewann Mengelberg den Wettbewerb für die Gestaltung der Bronzeverkleidung der Türen des Mittelportals der Nordseite am Kölner Dom, die nach seinem Entwurf in der Werkstatt von Paul Stotz ausgeführt wurden. Auch der Dreikönigenaltar, der Kreuzweg und einige andere Stücke im Dom stammen von Mengelberg. 1898 schuf er das Rankenwerk für Flügelbilder, die Heinrich Nüttgens für den St.-Annen-Altar des Kaiserdoms in Frankfurt am Main malte.
Aus der 1866 geschlossenen Ehe Mengelbergs mit Wilhelmina Anna Helena Schrattenholz gingen acht Söhne und acht Töchter hervor. Der älteste Sohn Otto Mengelberg (1867–1924) wurde ein bedeutender Glasmaler, die Söhne Joseph (1874–1940) und Hans (1885–1945) arbeiteten im Betrieb des Vaters und führten ihn nach dessen Tod weiter. Mengelbergs Sohn Willem (1871–1951) wurde ein international bedeutender Dirigent.
1896 schuf er den Hochaltar und Beichtstuhl im Stil der Neo-Gotik für die St. Mariä Empfängniskirche in Düsseldorf.

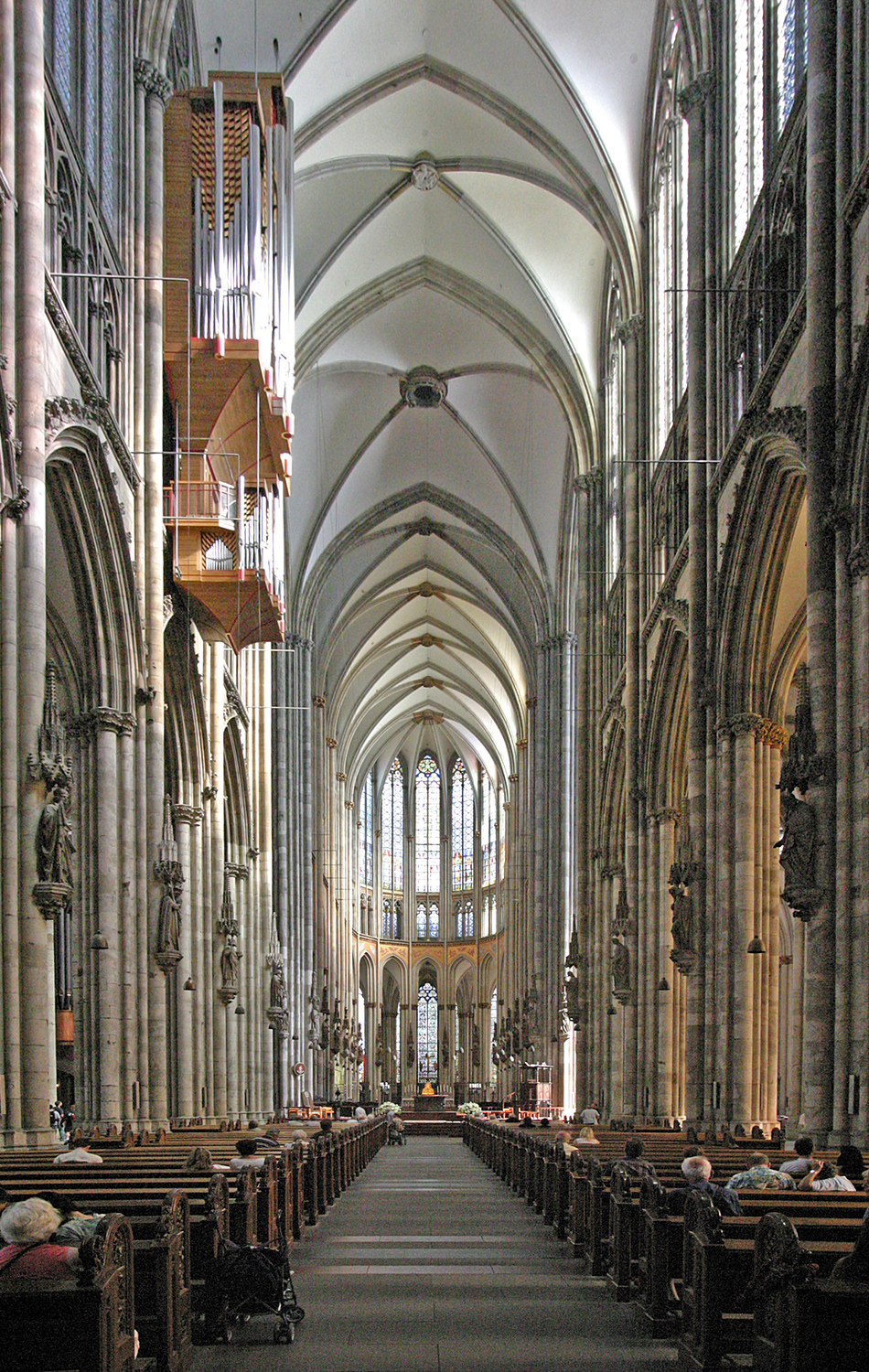
Kölner Dom
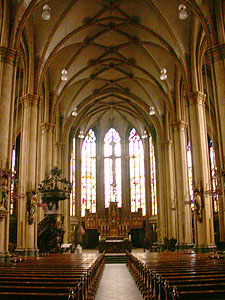
St.-Nikolaus-Basilika (IJsselstein)
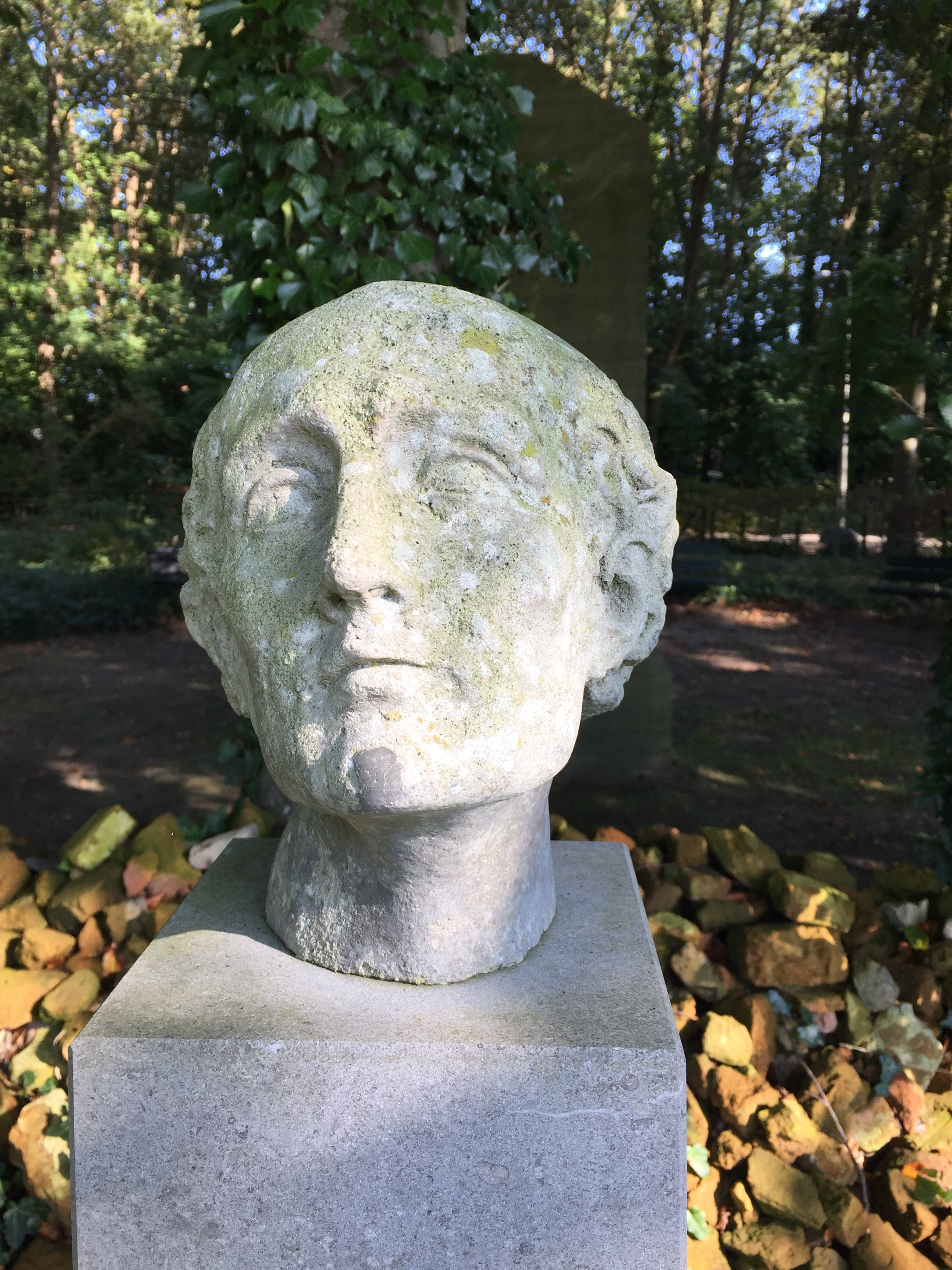
Thomas a Kempis
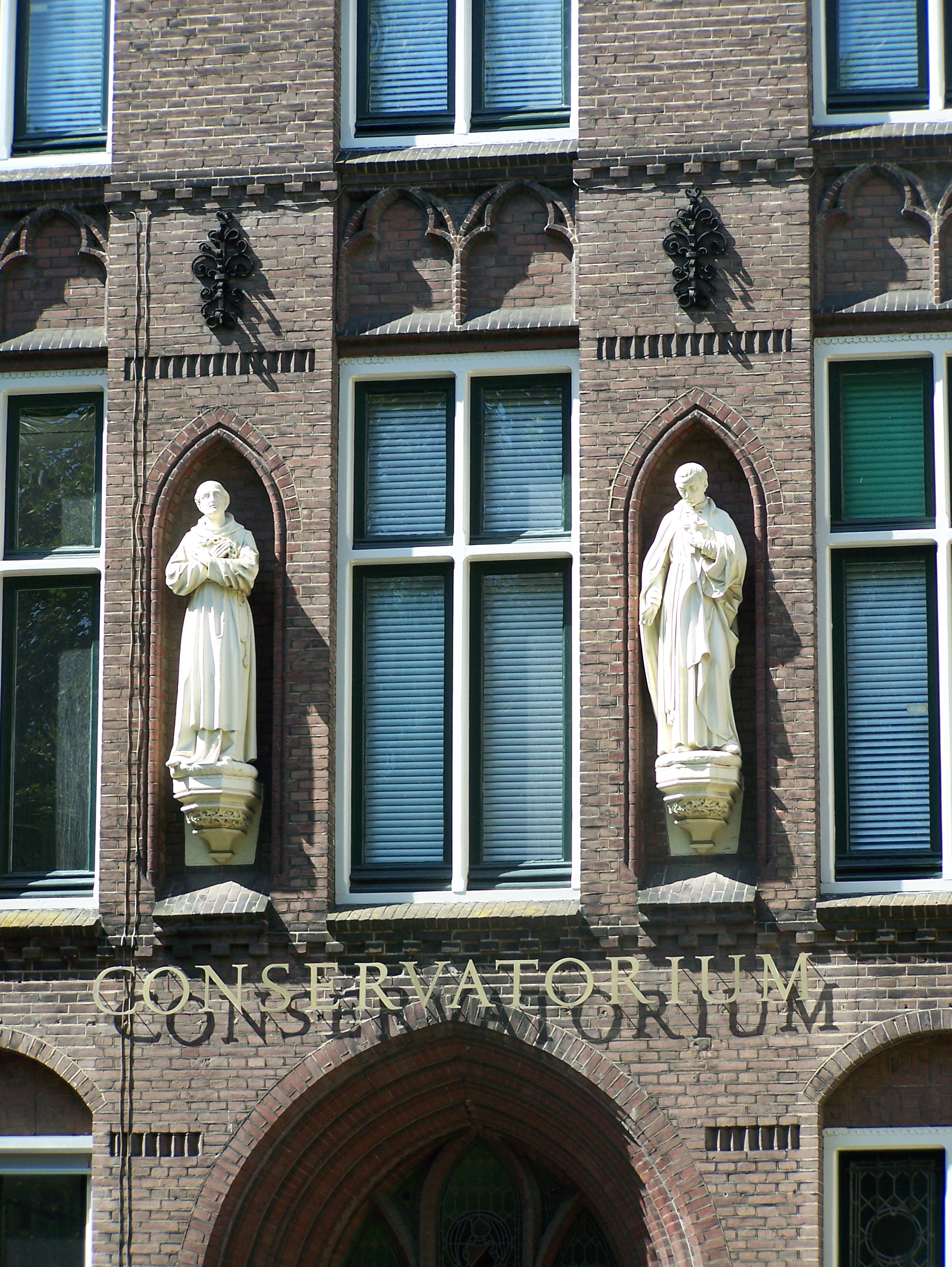
Utrecht

## Schriften
- Kurzer Ueberblick von einigen Abbildungen illustriert ueber die vom Bildhauer Wilhelm Mengelberg – Utrecht Brühl – seit 1861, fuer mehrere Koelner Kirchen ausgefuehrten plastischen und maerlischen Ausstattungsarbeiten. Utrecht / Brühl 1903.

## Werke (Auswahl)
- Hochaltar und zwei Seitenaltäre (um 1885/90), St. Maria Rosenkranz in Mönchengladbach
- Entwurf der Bronzetüren des mittleren Nordportals (1888), Kölner Dom
- Hochaltar (1888), St. Severin in Köln
- Entwurf des Hochaltars nach Ideen von Alexander Schnütgen (um 1888), St. Severin in Köln[4]
- Entwurf der Schranktüren in der Achskapelle und der Stephanuskapelle (um 1890), Kölner Dom
- Bronzeengel (um 1891), St. Severin in Köln[5]
- Retabel und Skulpturen (um 1891/93), St. Marien in Bonn[6]
- Hochaltar und zwei Seitenaltäre (1891/92), Kreuzerhöhungsbasilika in Raalte
- 13 Kreuzwegstationen (1893–1898), Kölner Dom[7]
- Kommunionbank nach dem Vorbild derjenigen im Bonner Münster (1894), früher St. Gereon in Köln, verschollen[8]
- Hochaltar und weitere Ausstattungsstücke (1895–1897), St. Pankratius in ’s-Heerenberg
- Hochaltar und Beichtstuhl (1896), St. Mariä Empfängniskirche in Düsseldorf
- Antoniusaltar aus Alabaster nach einem Entwurf von Alexander Schnütgen (1896), St. Aposteln in Köln[9]
- Schleierwerk der gemalten Altarflügel des St. Annen-Altares (1898), Kaiserdom in Frankfurt am Main
- Entwurf und Ausführung eines Devotionsaltars gemeinsam mit Villeroy & Boch (zwischen 1899 und 1909), Groß St. Martin in Köln[10]
- Schreinrückwand des Klarenaltars (1905), Kölner Dom[11]
- Dreikönigenaltar in der Achskapelle (1908), Kölner Dom
- St. Anna-Altar gemeinsam mit den Werkstätten Heuckeshoven und Worringen, Villeroy & Boch und Birgel nach Entwürfen von Alexander Schnütgen (1908), St. Aposteln in Köln[12]